# 牧羊犬

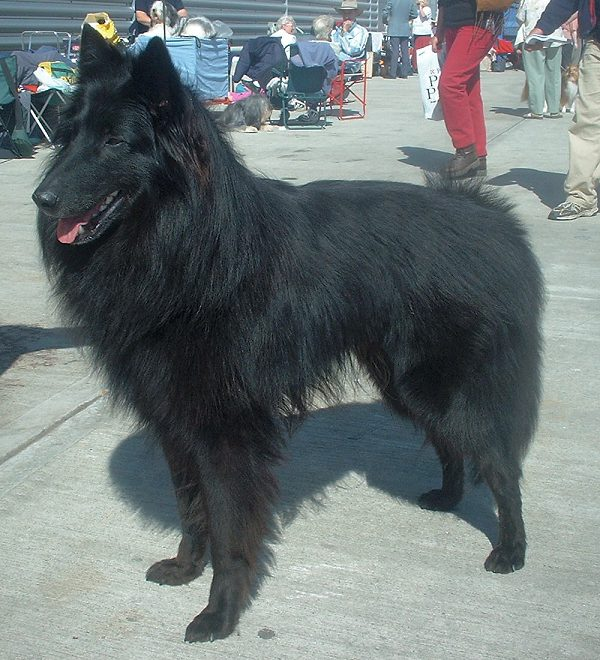
格羅安達牧羊犬，一種比利時瑪連萊犬。

牧羊犬是一類受人馴養的犬種，屬於活潑且聰明的犬隻。原來的培養目的為了對家畜，尤其是羊隻進行守衛與集趕。除了原先的作業用途之外，現今的許多牧羊犬成為了家中的寵物。